# Laren

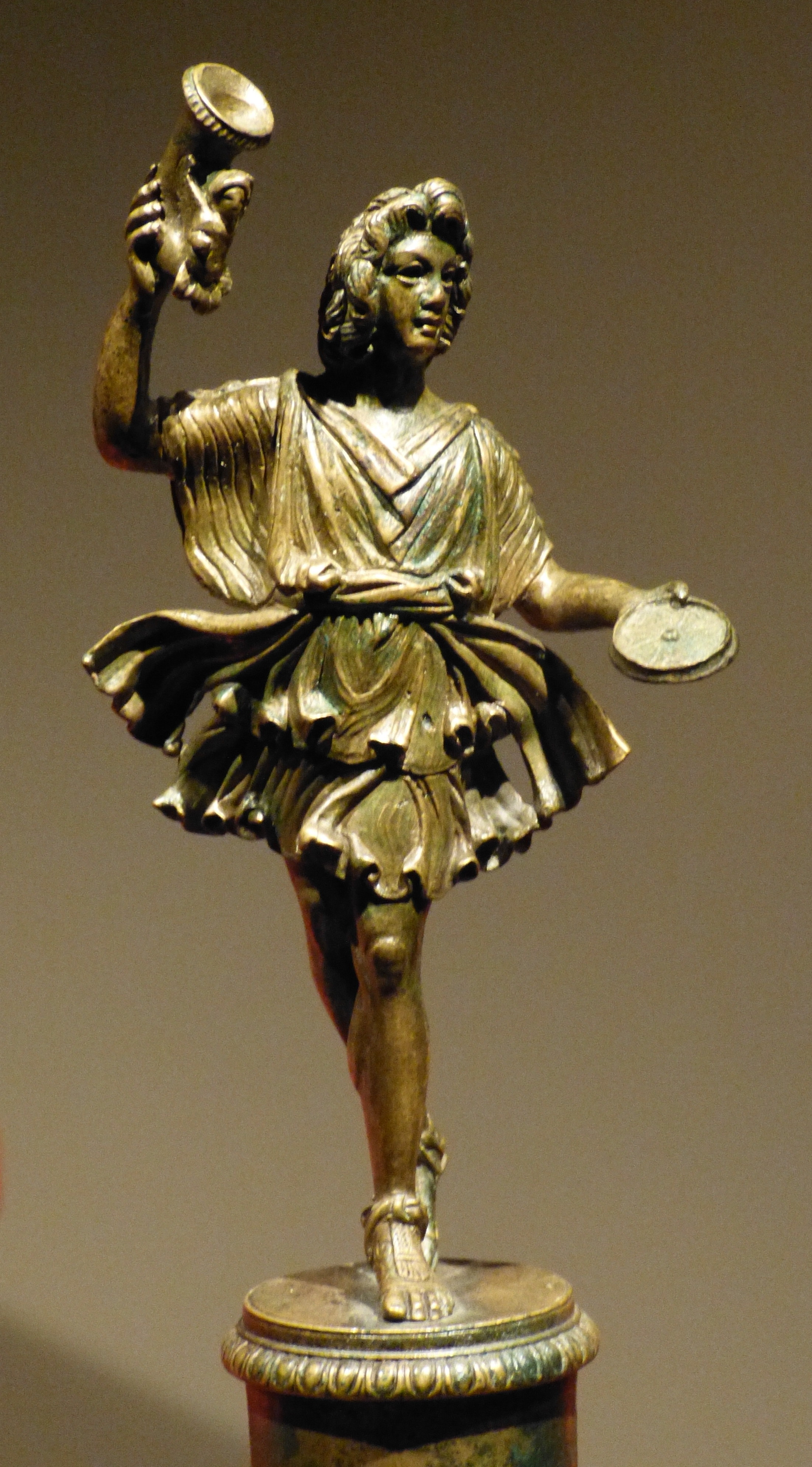
Tanzender Lar (Bronze, 1. Jahrhundert)

Die Laren (lateinisch Lares; Singular Lar) sind in der römischen Religion die Schutzgötter oder Schutzgeister bestimmter Orte und Familien.
Die Lares Familiares waren gemeinsam mit den Penaten die Schutzgeister der Familie und symbolisierten den Haushalt. Sie wurden mit den vergöttlichten Seelen der verstorbenen Vorfahren gleichgesetzt. Sie wurden bei allen Familienfesten verehrt und begleiteten die Familie, wenn diese fortzog. Der Kult geht wohl auf urzeitliche Hausbestattungen zurück. Der Komödiendichter Plautus lässt einen Laren sich wie folgt selbst charakterisieren: „Ich bin der Lar familiaris des Hauses, aus dem ihr mich habt treten sehen. Dieses Haus besitze und hege ich schon viele Jahre, schon für den Vater und Großvater dessen, der es jetzt bewohnt“. Er fährt fort, dass er von der Tochter des Hauses verehrt werde und von ihr täglich Opfergaben empfange.

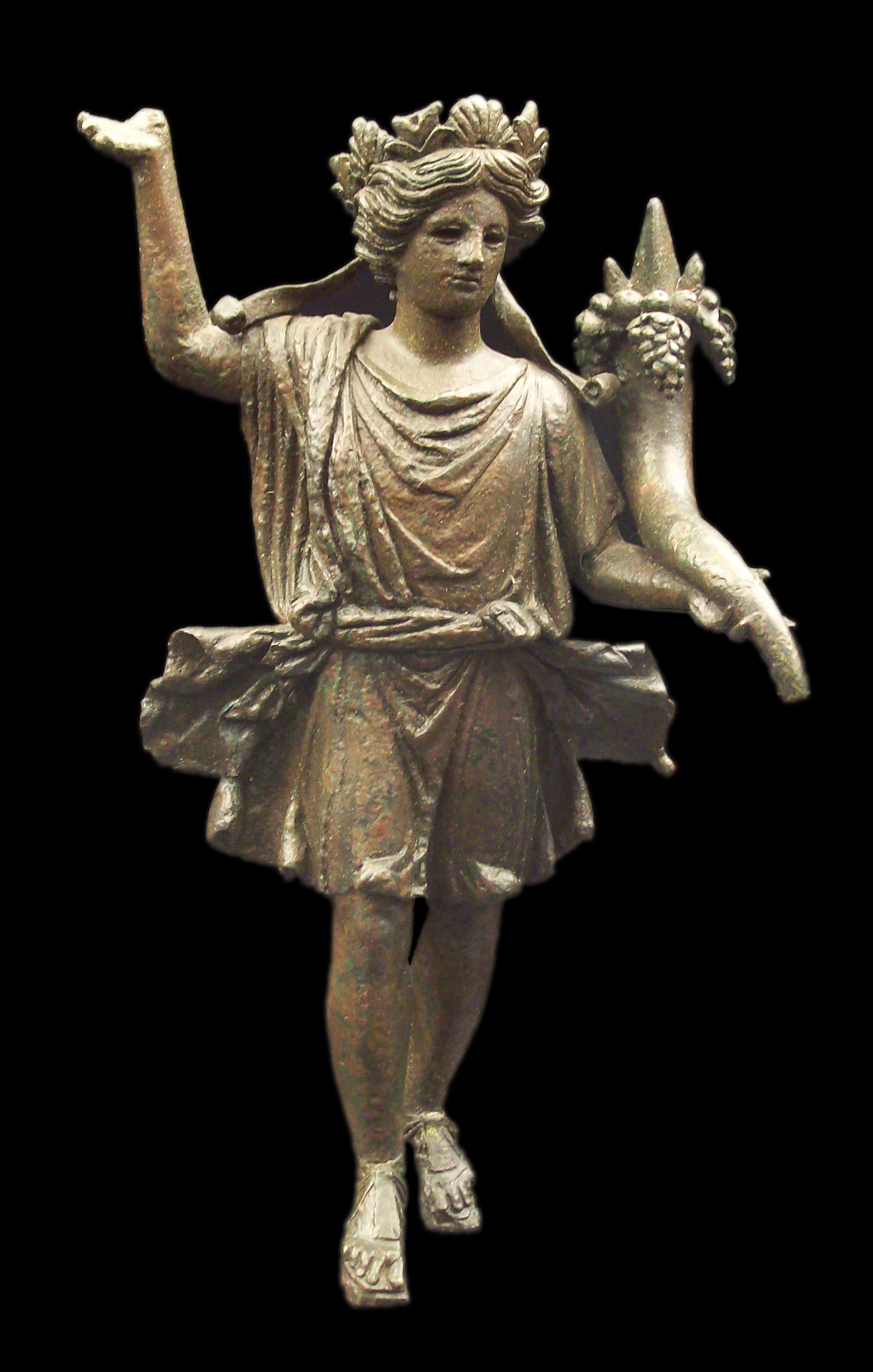
Lar (Bronze, 1. Jahrhundert)

Die Lares Loci waren hingegen die Schutzgeister eines bestimmten Platzes. Im Lararium wurden die Lares Loci der Stelle, an der ein Haus gebaut worden war, durch eine oder mehrere Schlangen repräsentiert und verehrt. Lares Loci waren ortsfest, d. h., sie zogen nicht mit den Bewohnern eines Hauses um.
Lares Publici waren die Schutzgeister ganzer Ortschaften. In Mittelitalien wurden sie in den Städten auch Lares Compitales, in den Dörfern Lares Paganales genannt. Laren waren auch Schutzgeister von öffentlichen Plätzen und Wegkreuzungen, die nach allgemeinem Glauben nicht ungefährlich waren. Im antiken Rom gab es an jeder Kreuzung einen Schrein, der ihnen geweiht war. Diese Aufgabe wurde von den so genannten Kreuzwegvereinen übernommen.
Laren waren männlich und sehr zeugungskräftig. Ihre weiblichen Partner waren die Virae.  Die Verehrung der Laren und Penaten wurde am 8. November 392 verboten.
Der Lar ist der Titel eines Romans von Wilhelm Raabe aus dem Jahr 1889. Rainer Maria Rilke veröffentlichte 1895 den Gedichtband Larenopfer.

## Belege
1. ↑  Plautus: Aulularia, Prolog 1–5.
2. ↑  Codex Theodosianus 16,10,12.